# قائمة قطط
هذه قائمة قطط اكتسبت شهرة كبيرة حسب البلدان يمكن النظر إلى قائمة سلالات القطط

## شهرة في حد ذاتها

### رحلات الفضاء التاريخية

#### فرنسا
- فيليسيت كانت أول قطة تطلق في الفضاء، والوحيد الذي ينجو من رحلات الفضاء. طارت في رحلة دون مدارية في 18 أكتوبر 1963.

### في السياسة

#### كندا
- تكسيدو ستان ، قطة رشحت لمنصب عمدة هاليفاكس، نوفا سكوتيا.[1]

#### نيوزيلندا
- باديلز، «القط الأول» النيوزيلندي، وهو قط بوليكاتل ينتمي إلى رئيس الوزراء جاسيندا أرديرن

#### روسيا
- بارسيك ، القط الذي رشح لمنصب عمدة بارناول، روسيا.[2] أعلن بارسيك محاولته ليصبح الرئيس القادم لروسيا في عام 2018.[3]